# Hippocampus histrix
Бодљикави морски коњић (Hippocampus histrix) је зракоперка из реда Syngnathiformes и породице морских коњића и морских шила (Syngnathidae).

## Распрострањење
Ареал бодљикавог морског коњића обухвата већи број држава на подручју Пацифика и Индијског океана. Врста је присутна у Сједињеним Америчким Државама, Кини, Вијетнаму, Јапану, Малезији, Индонезији, Јужноафричкој Републици, Танзанији, Самои, Тонги, Папуи Новој Гвинеји и Маурицијусу.

## Станиште
Врста живи у мору, на дубинама већим од 6 метара, обично око 15 метара или већим.

## Угроженост
Подаци о распрострањености ове врсте су недовољни.